# 1292년

## 연호
- 원(元) 지원(至元) 29년
- 일본(日本) 쇼오(正応) 5년
- 쩐 왕조(陳朝) 쭝흥(重興) 8년

## 기년
- 고려(高麗) 충렬왕(忠烈王) 18년
- 원(元) 세조(世祖) 33년
- 쩐 왕조(陳朝) 인종(仁宗) 14년

## 사건
- 11월 17일(율리우스력) – 잉글랜드 에드워드 1세가 존 발리올을 스코틀랜드 왕으로 세웠다.[1]
- 약 2만 명의 몽골군, 자와섬(Java, Jawa)을 침략[2]

## 사망
- 4월 4일 제 191대 니콜라오 4세 교황 선종
- 12월 8일 스콜라 철학자 요하네스 페캄(캔터베리 대주교) 사망